# Barrio de Endonica
Barrio de Endonica är en ort i Mexiko, tillhörande kommunen Jilotzingo i den västra delen av delstaten Mexiko. Orten hade 1 233 invånare vid folkräkningen 2010 och är kommunens femte största samhälle sett till befolkningsantal.